# Абдуллах ибн Халифа
Сеид сэр Абдулла ибн Халифа (араб. عبد الله بن خليفة‎; 12 февраля 1910 — 1 июля 1963) — 10-й султан Занзибара.

## Биография
Был сыном султана Занзибара Халифы ибн Харуба. Его отец царствовал очень долго, и на момент его смерти в 1960 году Абдулла оказался самым старшим из выживших сыновей. Однако сам он в это время тоже был уже в преклонном возрасте, и пробыл на троне всего три года. Он был менее популярен, чем его отец. Его правление было непростым, так как он страдал от сильных болей в ногах, из-за чего ему пришлось ампутировать обе ноги. Сначала были проведены похороны конечности, а после смерти султана были проведены другие похороны, чтобы воссоединить его тело с его ногами.
После смерти ему наследовал его сын Джамшид.

## Дети
- принц Сеид Джамшид ибн Абдулла
- принцесса Сеида Сугия бинт Абдулла
- принцесса Сеида Синдия бинт Абдулла
- принц Сеид Мод ибн Абдулла
- принцесса Сеида Шариффа бинт Абдулла
- принц Сеид Харуб ибн Абдулла[6]